# Ectopsocidae
Ectopsocidae es una familia de insectos en Psocodea (piojos de la corteza o de los libros) correspondiente al suborden Psocomorpha. La familia incluye más de 200 especies, la mayoría en el género Ectopsocus distribuidas por todo el mundo con mayor diversidad en Asia.  En los géneros Ectopsocus y Ectopsocopsis hay un total de catorce especies de América del norte.

## Descripción
Los miembros de esta familia se caracterizan por la ausencia de una areola postica en sus alas, como en la familia Peripsocidae.
Las mismas son piojos de la corteza marrones y pequeños (1.5-2.5 mm, tanto ninfas como adultos) con o sin marcas en las alas.

## Hábitat
Los ectopsocidos habitan en hojas muertas en las ramas de los árboles y desechos del bosque.